# Анри III д’Авогур
Анри III д'Авогур (фр. Henri III d'Avaugour; ок. 1247 — 21 ноября 1301) —  сеньор де Гоэлё и д'Авогур с 1281, сын Алена II, сеньора де Динан и де Майенн, и Клеменции де Бофор, дочери Алена де Бофор.

## Биография
В 1264 году отец Анри Ален II продал все свои земли в Бретани, доставшиеся ему от его родственников и жены, в том числе Северный Динан и Бекерель в Динане, герцогу Бретани Жану I за ничтожную сумму в 16000 ливров. Вскоре Ален II скончался.
Затем дед Анри III - Анри II д'Авогур занялся от имени внука действиями по аннулированию сделки с герцогом до суда короля в Париже. Этот процесс продолжался частично и после его смерти, когда Анри III урегулировал отношения с герцогом Бретани и возвратил часть утерянных земель своего отца. Однако сеньории Майенн, Динан и л'Эйгл так и вышли из-под контроля Анри.
Он скончался 21 ноября 1301 года и был похоронен на кладбище францисканского монастыря в Динане. Ему наследовал его сын Анри IV.

## Брак и дети
Жена с 1246: Мария де Бриенн (ум. 13 марта 1339), дочь Луи де Бриенна, виконта де Бомон. Дети:
- Анри IV (ок. 1280 — 1 февраля 1334), сеньор де Гоэль и д'Авогур
- Жан (1291 — 8 мая 1340), епископ Сен-Брё с 1315/1320, епископ Доля с 25 апреля 1328
- Гильом, упоминается в 1332
- Агнес (ум. в молодости в 1288)
- Бланка (ум. 10 декабря после 1337); муж с 1312 — Гильом д'Аркур (ум. 1337), сеньор де Сосей
- Маргарита (ум. 10 декабря после 1337); муж с 1296 или 16 марта 1297 — Гильом Пайнель (ум. 1337), сеньор д'Амби
- Мария (ум. до 1340); муж с 1313 — Жан де Тессон, сеньор де Ла-Рош-Тессон в Кингле (обезглавлен в Париже 3 апреля 1344).
- Жанна; муж с 1315 — Жан де Креспин, сеньор де Дангу.
- Клеменция
- Люси
- Элеонора